# Vorstendom Svanetië
Het vorstendom Svanetië (Georgisch: სვანეთის სამთავრო, Svanetis samtavro) was een klein vorstendom (samtavro) in de streek Svanetië in de bergen van de Grote Kaukasus. Het ontstond na het uiteenvallen van het koninkrijk Georgië aan het einde van de 15e eeuw. Het werd achtereenvolgens geregeerd door de huizen van Gelovani en Dadesjkeliani en werd in 1858 bij het Russische Rijk gevoegd.

## Vroege geschiedenis
Svanetië ligt in het noordwesten van Georgië, langs twee brede hooggelegen valleien ten zuiden van de Elbroes: de bovenste vallei van de Engoeri in het westen en de bovenloop van de Tschenistskali en haar zijrivier, de Cheladoela, in het oosten. In de periode van Georgische eenheid (1008-1463) was het een hertogdom (saeristavo) binnen het Bagrationi-koninkrijk Georgië, eerst geregeerd door het huis van Vardanidze van het einde van de 11e tot de 14e eeuw, en vervolgens door dat van Gelovani, die zich vestigden als semi-onafhankelijke vorsten toen Georgië in de jaren 1460 (officieel 1490/1491) uiteenviel in drie koninkrijken: Kartlië, Kachetië en Imeretië, en verschillende regionale vorstendommen en feodale bezittingen. 
Een reeks Ottomaanse invasies en burgeroorlogen in West-Georgië resulteerde in een verstoring van de regionale verbindingen, en de bergachtige streken raakten steeds meer geïsoleerd. In Svanetië stortte het middeleeuwse feodale systeem in feite ineen en de ooit bloeiende plaatselijke Georgisch-orthodoxe cultuur raakte in verval tot het punt van terugkeer naar sommige heidense praktijken. De bergbewoners van Svanetië verschansten zich in hun moeilijk toegankelijke dorpen versterkt met ketens van verdedigingstorens, en waren slechts zijdelings betrokken bij de onrust die Georgië vulde. Dit leidde tot een relatief gebrek aan schriftelijke verslagen over het Svanetië van die periode. Hun relaties met de buren aan de andere kant van de Kaukasus, voornamelijk Kabardijnen en Balkaren, waren vaak vijandig, hoewel handel via de bergpassen en gemengde huwelijken tussen de adellijke families ook voorkwamen.

## Onderlinge strijd en Russische annexatie
Tussen de 17e en 19e eeuw viel Svanetië uiteen in drie politieke entiteiten. Neder-Svanetië (Kvemo Svaneti), in de bovenste vallei van de Tschenistskali en gedomineerd door de clans der Gelovani en Gardabchadze, werd geleidelijk onderworpen door de Dadiani-vorsten van Mingrelië. Het werd ook wel bekend als Dadiani-Svaneti. Boven-Svanetië (Zemo Svaneti) lag langs de bovenloop van de Engoeri om wiens controle de families van Richgviani en Dadesjkeliani wedijverden. De laatste clan kwam tegen de jaren 1720 als uiteindelijke winnaar naar voren en vestigde haar heerschappij over het gebied ten westen van de Engoeri, dat voortaan bekend werd als Dadesjkeliani-Svaneti (vorstendom Svanetië). De gemeenschappen ten oosten van de Engoeri scheidden zich af en organiseerden zich in een confederatie van clans die verstoken was van enige gecentraliseerde regering, bekend als "Vrij Svanetië".
In de jaren 1820 splitste het vorstendom Svanetië zich feitelijk in tweeën als gevolg van een bloedwraak tussen de rivaliserende Dadesjkeliani-takken. Door de bemiddeling van de vorsten van Mingrelië aanvaardden beide takken in 1833 de nominale Russische heerschappij, net als de vrije Svanetische gemeenschappen in 1840. Desalniettemin bleven ze hun zaken onafhankelijk regelen en lieten ze tot laat in de jaren 1840 geen Russische functionarissen of kerkelijke missies toe in het gebied.
Aanhoudende dynastieke strijd onder de Dadisjkeliani, hun verzet tegen de Russische regering en twijfelende houding tijdens de Krimoorlog (1854-1856) leidden echter tot directe Russische interventie. In 1857 beval vorst Aleksandr Barjatinski, gouverneur van de Kaukasus, Svanetië gewapend te onderwerpen. De heersende vorst van Svanetië, Constantijn, koos ervoor om te onderhandelen, maar werd bevolen in ballingschap te gaan naar Erivan. Tijdens een afscheidsaudiëntie in Koetaisi maakte hij ruzie met een lokale Russische administrateur, Aleksandr Gagarin, en stak hem dood samen met drie van zijn stafmedewerkers. Na zijn gevangenname werd Constantijn standrechtelijk berecht door de krijgsraad en gefusilleerd. 
In 1858 werd het vorstendom afgeschaft en omgezet in een district bestuurd door een door Rusland aangestelde officier (pristav). Verschillende leden van de Dadesjekeliani-familie werden verbannen naar de afgelegen Russische provincies en degenen die in Georgië achterbleven, werden beroofd van hun autonome bevoegdheden.